# Levande
Levande är ett livealbum av den svenska vissångaren Sofia Karlsson, utgivet 2011. Skivan spelades in under hennes turnéer 2009–2010.

## Låtlista
1. Du liv (Sofie Livebrant/Dan Andersson) – 4:42
2. Hemlängtan (Gunnar Turesson/Dan Andersson) – 5:50
3. From Here to Here (Grey Skies) (Sofie Livebrant/Sofia Karlsson) – 5:07
4. Grimasch om morgonen (Cornelis Vreeswijk) – 3:47
5. Milrök (Sofie Livebrandt/Dan Andersson) – 3:05
6. Du var där (Sofia Karlsson/Andreas Mattsson) – 3:22
7. Andra sidan (Sofia Karlsson) – 4:32
8. Spelmannen (Ragnar Ågren/Dan Andersson) – 3:39
9. Olles förbund med makterna (Sofie Livebrant/Dan Andersson) – 6:24
10. Visa från Kåkbrinken (Sofia Karlsson) – 3:36
11. Jag har drömt (Sofia Karlsson/Dan Andersson) – 3:36
12. Till havs (Gustaf Nordqvist/Jonatan Reuter) – 5:12

## Medverkande
- Sofia Karlsson – sång, gitarr, tramporgel
- Lisa Rydberg – fiol (spår 1–2, 5, 7)
- Sofie Livebrant – sång, piano (spår 1–5, 9–10)
- Henrik Cederblom – gitarr, viola (spår 1–2, 57, 9–12)
- Olle Linder – bas, trummor, slagverk (spår 1, 5–6, 10–12)
- Gustaf Ljunggren – viola, gitarr, lap steel, basklarinett (spår 2, 4, 6, 9–12)
- Emma Reid – fiol (spår 6, 11)
- Ian Carr – gitarr (spår 6)
- Gideon Andersson – cajón (spår 6)
- Staffan Lindfors – bas (spår 4)

## Mottagande
Upsala Nya Tidning gav betyget 4/5.

## Listplaceringar
| Lista (2011) | Topplacering |
| ------------ | ------------ |
| Sverige      | 10           |

### Fotnoter
1. ↑  ”Svensk mediedatabas”. http://smdb.kb.se/catalog/id/002751628. Läst 5 juni 2014.
2. 1 2  Stenberg, Björn G (21 september 2011). ”Sofia Karlsson gör visskatten levande”. Upsala Nya Tidning. http://www.unt.se/kultur/skivor/sofia-karlsson-gor-visskatten-levande-1464158.aspx. Läst 14 maj 2012.
3. ↑  Placeringar på den svenska albumlistan